# Alyson Stoner
Alyson Rae Stoner (sinh ngày 11 tháng 8 năm 1993) là một nữ diễn viên, ca sĩ, vũ công và người mẫu người Hoa Kỳ.

## Danh sách phim

### Điện ảnh
| Năm  | Phim                                                     | Vai                     | Chú thích       |
| ---- | -------------------------------------------------------- | ----------------------- | --------------- |
| 2003 | Cheaper by the Dozen                                     | Sarah Baker             |                 |
| 2004 | Garfield                                                 | Kid Rat 3               | Lồng tiếng      |
| 2005 | Cheaper by the Dozen 2                                   | Sarah Baker             |                 |
| 2006 | Vũ điệu đường phố                                        | Camille Gage            |                 |
| 2006 | The Suite Life of Zack&Cody                              | Max                     |                 |
| 2006 | Holly Hobbie and Friends: Surprise Party                 | Holly Hobbie            | Lồng tiếng      |
| 2006 | Holly Hobbie and Friends: Christmas Wishes               | Holly Hobbie            | Lồng tiếng      |
| 2007 | Holly Hobbie and Friends: Secret Adventures              | Holly Hobbie            | Lồng tiếng      |
| 2007 | Holly Hobbie and Friends: Best Friends Forever           | Holly Hobbie            | Lồng tiếng      |
| 2007 | Alice Upside Down                                        | Alice McKinley          |                 |
| 2009 | The Alyson Stoner Project                                | Herself                 | Direct-to-video |
| 2010 | Kung Fu Magoo                                            | Lorelei Tan Gu          | Lồng tiếng      |
| 2010 | Step Up 3D                                               | Camille Gage            |                 |
| 2011 | The Little Engine That Could                             | The Little Engine       | Lồng tiếng      |
| 2013 | Super Buddies                                            | Strawberry              | Lồng tiếng      |
| 2014 | Step Up: All In                                          | Camille Gage            |                 |
| 2015 | Hoovey                                                   | Jen Elliott             |                 |
| 2015 | The A-List                                               | Lacey Parish            |                 |
| 2015 | Summer Forever                                           | Liv                     |                 |
| 2015 | Huevos: Little Rooster's Egg-cellent Adventure           | Sweet Pea               | Lồng tiếng      |
| 2016 | Mr. Invincible                                           | Talullah                |                 |
| 2020 | Phineas and Ferb the Movie: Candace Against the Universe | Isabella Garcia-Shapiro |                 |
| 2024 | Child Star                                               |                         |                 |

### Truyền hình
| Năm                 | Phim                                                 | Vai                                   | Chú thích                                                                        |
| ------------------- | ---------------------------------------------------- | ------------------------------------- | -------------------------------------------------------------------------------- |
| 2001–2007           | Mike's Super Short Show                              | Sally                                 | Main role (seasons 1–3); recurring role (seasons 4–6)                            |
| 2004                | I'm with Her                                         | Dylan Cassidy                         | Episode: "The Kid Stays in the Picture"                                          |
| 2004                | Drake & Josh                                         | Wendy                                 | Episode: "Number One Fan"                                                        |
| 2004                | The Batman                                           | Connie                                | Voice role; episode: "The Man Who Would Be Bat"; uncredited                      |
| 2004–2006           | Lilo & Stitch: The Series                            | Victoria                              | Voice role; recurring role                                                       |
| 2005                | That's So Raven                                      | Allison "Ally" Parker                 | Episode: "Goin' Hollywood"                                                       |
| 2005–2007           | The Suite Life of Zack & Cody                        | Max                                   | Recurring role                                                                   |
| 2006                | Joey                                                 | Kaley                                 | Episode: "Joey and the Critic"                                                   |
| 2006                | All Grown Up!                                        | Lisa                                  | Voice role; episode: "Rachel, Rachel"                                            |
| 2006                | W.I.T.C.H.                                           | Lillian Hale                          | Voice role; recurring role                                                       |
| 2007                | Disney's Really Short Report                         | Herself                               | Episode: "Bridge to Terabithia"                                                  |
| 2007–2015; 2025-nay | Phineas and Ferb                                     | Isabella Garcia-Shapiro / Jenny Brown | Voice role; main role (as Isabella); recurring role (as Jenny)                   |
| 2008                | Camp Rock                                            | Caitlyn Gellar                        | Television film                                                                  |
| 2008                | Jonas Brothers: Living the Dream                     | Herself                               | Episode: "Hello Hollywood"                                                       |
| 2008                | Disney Channel Games                                 | Herself / Contestant                  | 5 episodes, part of Blue Team                                                    |
| 2010                | Camp Rock 2: The Final Jam                           | Caitlyn Gellar                        | Television film                                                                  |
| 2010                | House                                                | Della                                 | Episode: "Selfish"                                                               |
| 2011                | Phineas and Ferb the Movie: Across the 2nd Dimension | Isabella Garcia-Shapiro / Isabella-2  | Voice role; television film                                                      |
| 2011–2013           | Young Justice                                        | Barbara Gordon / Bette Kane           | Voice role; 6 episodes (as Barbara Gordon); episode: "Homefront" (as Bette Kane) |
| 2014                | The Legend of Korra                                  | Opal                                  | Voice role; recurring role                                                       |
| 2014                | Major Crimes                                         | Bug                                   | Episode: "Jane Doe #38"                                                          |
| 2014                | Expecting Amish                                      | Mary                                  | Television film                                                                  |
| 2015                | Sugarbabies                                          | Katie Woods                           | Television film                                                                  |
| 2016                | Hitting the Breaks                                   | Gretchen McBride                      | Episode: "Home Alone on the Range"                                               |
| 2016-2019           | Milo Murphy's Law                                    | Kris, Lydia, Isabella Garcia-Shapiro  | Voice role                                                                       |
| 2017                | Voltron: Legendary Defender                          | Florina                               | Voice role; episode: "Depths"                                                    |
| 2022-2025           | Hamster & Gretel                                     | Lauren, The Destructress              |                                                                                  |

### Web
| Năm       | Phim       | Vai         | Chú thích                           |
| --------- | ---------- | ----------- | ----------------------------------- |
| 2008–2009 | Ghost Town | Tina Burton | 7 episodes                          |
| 2016      | Roommates  | Alyson      | Episode: "Five Guys and Five Girls" |

### Trò chơi
| Năm  | Phim                                                       | Vai                                                 | Chú thích  |
| ---- | ---------------------------------------------------------- | --------------------------------------------------- | ---------- |
| 2008 | Kingdom Hearts Re:Chain of Memories                        | Kairi                                               | Voice role |
| 2009 | Kingdom Hearts 358/2 Days                                  | Xion                                                | Voice role |
| 2011 | Phineas and Ferb: Across the 2nd Dimension                 | Isabella Garcia-Shapiro / Isabella-2 / Receptionist | Voice role |
| 2013 | Kingdom Hearts HD 1.5 Remix                                | Xion / Kairi                                        | Voice role |
| 2017 | Kingdom Hearts 0.2: Birth by Sleep – A Fragmentary Passage | Kairi                                               | Voice role |
| 2019 | Kingdom Hearts III                                         | Kairi / Xion                                        | Voice role |

## Danh sách đĩa nhạc

### Extended plays
| Tên                      | Chi tiết Album                                                                               |
| ------------------------ | -------------------------------------------------------------------------------------------- |
| Beat the System          | - Released: ngày 23 tháng 8 năm 2011 - Format: Digital download - Label: Independent         |
| While You Were Sleeping" | - Released: ngày 28 tháng 10 năm 2016 - Format: Digital download - Label: Turn The Volume Up |

### Đĩa đơn
| Năm  | Tên                               | Album |
| ---- | --------------------------------- | ----- |
| 2010 | "Flying Forward"                  | N/A   |
| 2010 | "Make History"                    | N/A   |
| 2013 | "Dragon (That's What You Wanted)" | N/A   |
| 2015 | "Pretty Girls"                    | N/A   |
| 2016 | "Woman"                           | N/A   |
| 2016 | "Back to Church"                  | N/A   |
| 2016 | "The Boy is Mine"                 | N/A   |

### Đĩa đơn hợp tác
| 2008                                                                            | "We Rock" (among Cast of Camp Rock)                      | 33 | 70 | 97 | Camp Rock |
| 2014                                                                            | "Without You" (Tyler Ward featuring Alyson Stoner)       | —  | —  | —  | N/A       |
| 2015                                                                            | "Give Me Strength" (Brock Baker featuring Alyson Stoner) | —  | —  | —  | N/A       |
| "—" denotes releases that did not chart or were not released in that territory. |                                                          |    |    |    |           |

### Đĩa đơn quảng cáo
| Năm  | Tên                                 | Album                      |
| ---- | ----------------------------------- | -------------------------- |
| 2010 | "It's On" (among Cast of Camp Rock) | Camp Rock 2: The Final Jam |

### Khác
| Năm  | Tên                            | Các nghệ sĩ khác                   | Album                             |
| ---- | ------------------------------ | ---------------------------------- | --------------------------------- |
| 2008 | "Lost & Found"                 | N/A                                | Alice Upside Down                 |
| 2008 | "Free Spirit"                  | Bridgit Mendler                    | Alice Upside Down                 |
| 2009 | "Dancin' in the Moonlight"     | N/A                                | Space Buddies                     |
| 2009 | "Fly Away Home"                | N/A                                | Tinker Bell and the Lost Treasure |
| 2010 | "What I've Been Looking For"   | N/A                                | DisneyMania 7                     |
| 2010 | "What We Came Here For"        | Cast of Camp Rock 2: The Final Jam | Camp Rock 2: The Final Jam        |
| 2010 | "This Is Our Song"             | Cast of Camp Rock 2: The Final Jam | Camp Rock 2: The Final Jam        |
| 2017 | "Evolution of Michael Jackson" | Next Town Down                     | N/A                               |

## Các giải thưởng và đề cử
| Năm  | Tên                 | Thể loại                                                                        | Đề cử cho                     | Kết quả   | Refs   |
| ---- | ------------------- | ------------------------------------------------------------------------------- | ----------------------------- | --------- | ------ |
| 2004 | Young Artist Awards | Best Performance in a Feature Film: Young Actress age 10 or younger             | Cheaper by the Dozen          | Đề cử     | [ 9 ]  |
| 2004 | Young Artist Awards | Best Young Ensemble in a Feature Film                                           | Cheaper by the Dozen          | Đoạt giải | [ 9 ]  |
| 2006 | Young Artist Awards | Best Performance in a Feature Film: Young Ensemble Cast                         | Cheaper by the Dozen 2        | Đề cử     | [ 10 ] |
| 2007 | Young Artist Awards | Best Performance in a Feature Film: Supporting Young Actress                    | Step Up                       | Đề cử     | [ 11 ] |
| 2007 | Young Artist Awards | Best Performance in a TV Series (Comedy or Drama): Guest Starring Young Actress | The Suite Life of Zack & Cody | Đề cử     | [ 11 ] |
| 2008 | Young Artist Awards | Best Performance in a TV Series: Recurring Young Actress                        | The Suite Life of Zack & Cody | Đề cử     | [ 12 ] |
| 2017 | Streamy Awards      | Best Dance Performance                                                          | Herself                       | Đoạt giải | [ 13 ] |